# 熱帯
|   |        |     |     |     |     |    |     |     |     |     |     |     |     |     |     |     |     |     |
|   |        | fa  | fb  | fc  | fd  | m  | wa  | wb  | wc  | wd  | sa  | sb  | sc  | sd  |     |     |     |     |
| E | 寒帯   |     |     |     |     |    |     |     |     |     |     |     |     |     | ET  | ET  | EF  | EF  |
| D | 亜寒帯 | Dfa | Dfb | Dfc | Dfd |    | Dwa | Dwb | Dwc | Dwd | Dsa | Dsb | Dsc | Dsd |     |     |     |     |
| C | 温帯   | Cfa | Cfb | Cfc |     |    | Cwa | Cwb | Cwc |     | Csa | Csb | Csc |     |     |     |     |     |
| B | 乾燥帯 |     |     |     |     |    |     |     |     |     |     |     |     |     | BSh | BSk | BWh | BWk |
| A | 熱帯   | Af  | Af  |     |     | Am | Aw  | Aw  |     |     | As  | As  |     |     |     |     |     |     |

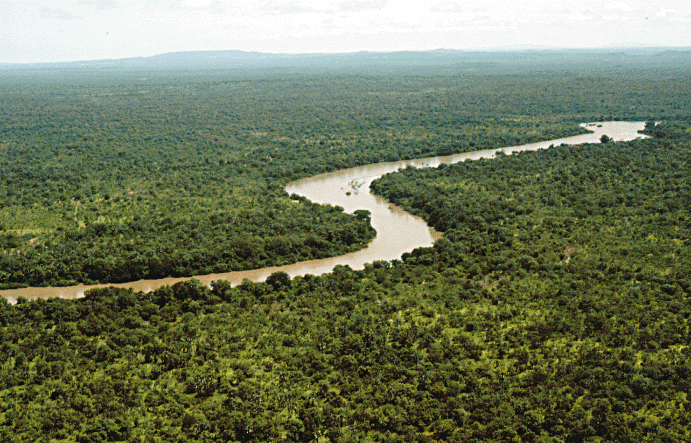
セネガルの熱帯雨林。

回帰線で定義される熱帯の範囲。

熱帯（ねったい）とは、地球上で緯度が低く年中温暖な地域のことである。緯度による定義、気候区分による定義が存在する。
緯度による定義では、赤道を中心に北回帰線（北緯23度26分22秒）と南回帰線（南緯23度26分22秒）に挟まれた帯状の地域を意味する。英語で熱帯を意味するtropicsは、回帰線（tropic）から生まれた言葉である。
気候区分による定義は気象学者によって複数存在する。以下では気候区分による定義、それもケッペンの気候区分における定義に基づいた内容を紹介する。ケッペンの気候区分における記号はAで、最も低緯度に位置することを示す。
アリソフの気候区分では、1936年に発表された「地理的気候帯」の中に熱帯があり、赤道気候（E）・赤道モンスーン気候（E.M.）・貿易風気候（Pass.）の3つに区分される。さらに貿易風気候は海洋性（Pass. m.）と大陸性（Pass. c.）に分割される。ただし、現在よく知られている1954年発表の気候区分には「熱帯」は存在しない。

## 定義
ケッペンの気候区分においては次のように定義され、以下の2つの条件を満たす必要がある。
- 最寒月の平均気温が18℃以上（ヤシが生育できること）
- 年平均降水量が乾燥限界以上

なお、上記の定義にも示される通り最暖月についての条件は無い。従ってケッペンの気候区分における「熱帯」とは、その語から受け得る印象とは裏腹に、厳密には「冬でも寒くならない地域」であって、「夏に暑くなる地域」ではない。定義上は、平均気温が1年中19℃で、降水量が乾燥限界以上ならば、熱帯に含められる（形式的には例えばAfbも成立する。なおAfcは月平均気温10℃以上が4カ月未満という条件がありなおかつ熱帯は最寒月18℃以上が必要なため成立しない）。実際の地点に当てはめても、例えばインドネシアのバンドンは南緯6度54分の低緯度、標高740mの高地（とは言っても、高山気候を区別したとしてもそこに含められるほどではない）に位置し、各月の平均気温が1年中22-23℃でこの気候帯に属するが、温帯であっても、最暖月の平均気温がこれを上回る地点は多数存在し、一部亜寒帯にも存在する。
また、降水量によって熱帯雨林気候、熱帯モンスーン気候とサバナ気候に分かれている。

## 特徴
両回帰線にはさまれた地域は日射量が多いため年中温暖となり、それによって上昇気流が生ずるため低気圧地帯となる（熱帯収束帯または赤道低圧帯）。この低気圧によって豊富な雨量が得られ、直下には熱帯雨林が形成される。この熱帯収束帯は季節によって太陽の通る緯度が変わるため、それにあわせて南北に動く。これによって夏にのみ熱帯収束帯に入る地域は、冬に乾期が来るサバナ気候となる。ただし大陸東岸ではモンスーンの影響のため乾期が目立たないか、目立った乾季があっても雨季の降水量がそれを補って余りあるほど大変多く、熱帯モンスーン気候と呼ばれる。

## 分布地域
- アマゾン川流域
- カリブ海沿岸周辺地域
- コンゴ川流域を中心とするアフリカ大陸中部
- インド
- インドシナ半島
- フィリピン
- インドネシア
- オーストラリア北部およびその周辺地域

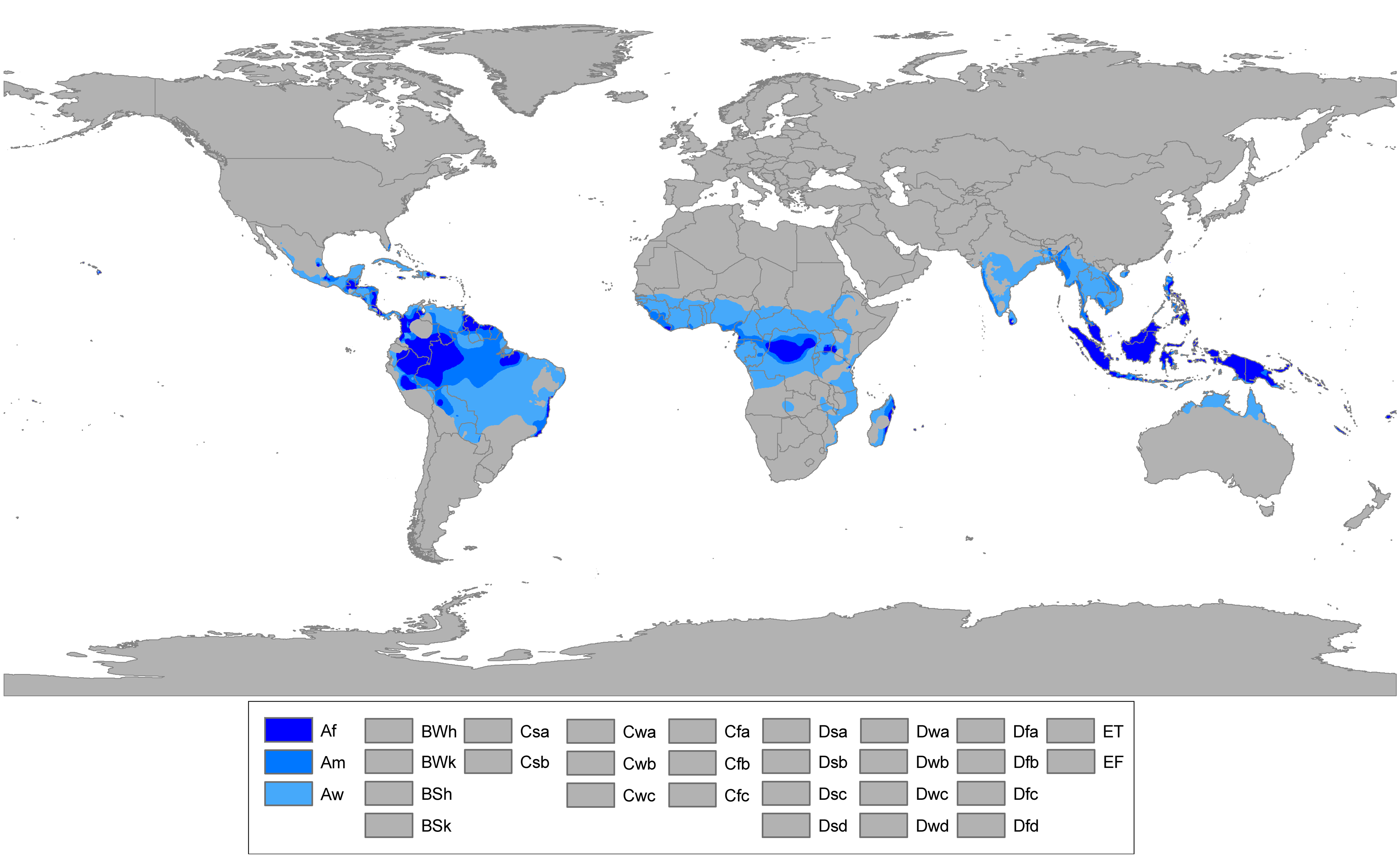
熱帯気候の気候区ごとの分布図
熱帯雨林気候 (Af)
熱帯モンスーン気候 (Am)
サバナ気候 (Aw)

- ミクロネシア、ポリネシアおよびメラネシアなど太平洋の島々
- 日本
  - 東京都
    - 南鳥島[3]
    - 沖ノ鳥島[4]

  - 沖縄県
    - 多良間島[5]
    - 石垣島[3]
    - 西表島[3]
    - 与那国島[3]
    - 波照間島[5]
    - 宮古島[6]

など。

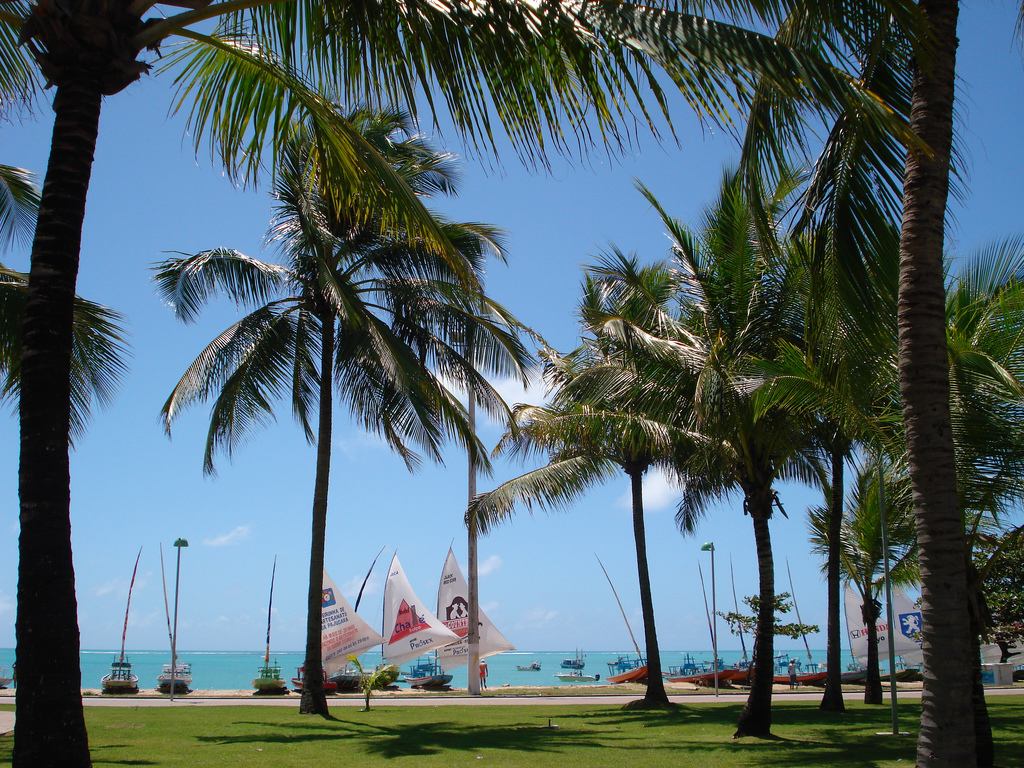
ブラジル

地球温暖化が進めば、熱帯の分布は南北あるいは標高が高い場所に向かって広がると予想される。温帯において、熱帯との境界に近い場所が、平年値の上昇により温帯から熱帯に変更される可能性がある。例えば、日本の沖縄県宮古島は1971 - 2000年の平年値では、1月の平均気温が17.7℃、2月が17.8℃とかろうじて温帯に含まれていたが、1981 - 2010年の平年値ではそれぞれ、18.0℃、18.3℃に上昇したため、定義上は熱帯雨林気候に変更されたことになる。
2016年に発表されたナショナル・ジオグラフィック誌で紹介された論文によると、熱帯太平洋では降水量が4倍になる一方で、南北アメリカでは最悪3分の1にまで、またオーストラリア、地中海、アフリカ南部、アマゾンの一部では2分の1にまで減少すると予測されており、地球規模での熱帯化によって気候バランスが崩れていくとしている。

## 気候区
熱帯気候には4つ（但しAs気候の分布地域はごく限られているため事実上3つ）の気候区が含まれており、気候区の違いは降水量により規定される。
- 熱帯雨林気候 (Af):[8] 12ヶ月の平均降水量が60mm以上の地域。この気候は通常赤道から緯度5-10°内に含まれているが、複数の東海岸地域では、赤道から25°離れた地域に分布している。この気候地域には1年を通して低気圧が停滞（英語版）しているため、自然の四季は存在しない。
- 熱帯モンスーン気候 (Am):[8] この気候は南アメリカと中央アメリカで一般的であり、季節区分はモンスーンの影響を大きく受けている。この気候は月間最小降水量 (赤道付近の地域では冬至付近にこの時期が訪れる) が60mm未満、かつ（100-0.04×年間降水量）mm以上の地域である。その定義上、年間降水量は1,000mmを超える。2,500mm以上であれば月間最小降水量が0mmであっても該当する。
- サバナ気候 (Aw):[8] この気候は通常、上2つと比べると乾燥した地域であり、12ヶ月の月間最小降水量が60mm未満、かつ（100-0.04×年間降水量）mm未満の地域である。年間降水量が1,000mmを割っていることもある。
- このほか、現実にはほとんどみられないが熱帯夏季少雨気候 (As)もある[9]。ただ、植生面ではサバナ気候とほとんど変わらないため、広義ではサバナ気候に含まれる。

気をつけたいのは、緯度による区分で定義された熱帯に属する場所が必ずしも熱帯気候では無いということである。例として、サハラ砂漠がある。逆に、ケニア山は熱帯にあるがその山頂は気温が低い。しかし、熱帯に属する低地では、気温における季節変化はほとんどない。なお、Amのmはモンスーンのmではなく、ドイツ語の「mittelform」（中間）のmである。

## 熱帯収束帯

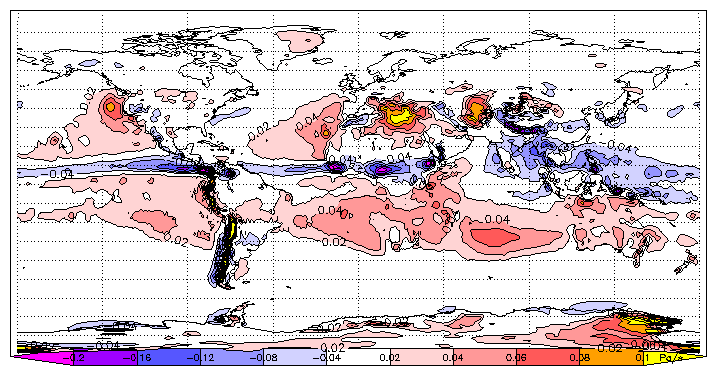
7月の熱帯収束帯。上昇気流 (負の値) 赤道に近い地域に集中しており、下降気流 (正の値) はより広く分布している。

太陽高度の気候に対する影響のため、熱帯に属するほとんどの地域は1年を通して気温が高く、季節による温度変化よりも1日の気温の変化のほうが大きい。熱帯気候地域における季節の変化は降水量の変化により影響を受けており、特に熱帯雨林気候帯や熱帯収束帯 (ITCZ)では大きな影響を受ける。7月平均のITCZは右図のとおりである。上昇気流が発生する地域は降水量が多く、下降気流が発生する地域は乾燥している。ITCZは1年を通して赤道付近に存在するが、インドのいくつかの地域では地域的に発生する大規模モンスーンに大きな影響を受けている。